# Liste der Naturdenkmale in Nauen
Die Liste der Naturdenkmale in Nauen enthält alle Naturdenkmale der brandenburgischen Stadt Nauen und ihrer Ortsteile im Landkreis Havelland, welche durch Rechtsverordnung geschützt sind. (Stand: 2014)
In den Spalten befinden sich folgende Informationen:
- Nr.: Identifizierungsnummer nach veröffentlichter Liste. Sie wird von der unteren Naturschutzbehörde des Landkreises oder der kreisfreien Stadt vergeben. Wenn sie bekannt ist, wird sie angegeben. In dieser Spalte kann sich zusätzlich das Wort Wikidata befinden, der entsprechende Link führt zu Angaben zu diesem Naturdenkmal bei Wikidata.
- Bezeichnung: Benennung des Naturdenkmals, in der Regel wird bei Bäume die Baumart genannt. Bekannte Eigennamen werden mit angegeben.
- Gemarkung: Ort oder Gemarkung, in der sich das Naturdenkmal befindet
- Lage: Nennt die Lage des Naturdenkmals im jeweiligen Ortsteil und die geografischen Koordinaten des Naturdenkmals. Link zu einem Kartenansichtstool, um Koordinaten zu setzen. In der Kartenansicht sind Naturdenkmale ohne Koordinaten mit einem roten beziehungsweise orangen Marker dargestellt und können in der Karte gesetzt werden. Denkmale ohne Bild sind mit einem blauen bzw. roten Marker gekennzeichnet, Denkmale mit Bild mit einem grünen beziehungsweise orangen Marker.
- Beschreibung: die Beschreibung des Naturdenkmales
- Schutzzweck: Erläutert den Grund der Unterschutzstellung
- Bild: Zeigt ein Bild des Naturdenkmales und gegebenenfalls ein Link zu weiteren Fotos im Medienarchiv Wikimedia Commons

## Groß Behnitz
| Bild                                    | Bezeichnung                                         | Lage | Beschreibung | Schutzzweck | Nummer  |
| --------------------------------------- | --------------------------------------------------- | --- | --- | ----------- | ------- |
| Direkt Bild zu diesem Denkmal hochladen | Platanen am Behnitzer See                           | Groß Behnitz, Am Groß Behnitzer See, ND 0091/a an der Böschung, ND 0091/b am Ufer Flurstück-Nr.: 2/196 ()                                 | ND 0091/a: Morschungen und Ausfaulungen am Stammfuß; Pilzbefall mit Zottiger Schillerporling; ND 0091/b: Stockfäule, Moderfäule Typ 1 Vitalität der Bäume II - Alter und Dimensionen; Repräsentant seiner Art; Alter geschätzt 250 Jahre - Ortsbild-Prägung; besonders markanter Baum; Stammumfang ND 0091/a (2015): 727 Stammumfang ND 0091/b (2015): 702 - Ratsbeschluss vom 8. August 1968 (406-66/68) |             | 0091 BG |
| BW                                      | Platane an der Böschung (Platanen am Behnitzer See) | Groß Behnitz, Am Groß Behnitzer See, ND 0091/a an der Böschung, ND 0091/b am Ufer Flurstück-Nr.: 2/196 (52° 34′ 52,5″ N, 12° 43′ 54,5″ O) | besonders markanter Baum - Morschungen und Ausfaulungen am Stammfuß; Pilzbefall mit Zottiger Schillerporling - Stammumfang: 727 |             | 0091/a  |
| BW                                      | Platane am Ufer (Platanen am Behnitzer See)         | Groß Behnitz, Am Groß Behnitzer See, ND 0091/a an der Böschung, ND 0091/b am Ufer Flurstück-Nr.: 2/196 (52° 34′ 54,7″ N, 12° 43′ 57,7″ O) | besonders markanter Baum - Stockfäule, Moderfäule Typ 1 - Stammumfang: 702 |             | 0091/b  |
| BW                                      | Groß Behnitzer Landguteiche                         | Groß Behnitz, Auf der Zufahrt zum Logierhaus des Landgutes A. Borsig 2/196 (52° 34′ 51,8″ N, 12° 43′ 59,2″ O)                             | Repräsentant seiner Art; Ortsbild-Prägung; besonders markanter Baum; historischer Standort - etwas Totholz im Schwach- und Grobastbereich; Stammmantel ohne Besonderheiten; Vitalität I - Alter geschätzt 200 Jahre - Stammumfang: 474 - Beschluss 0127 vom 30. Juli 1986 |             | 0132 B  |

## Klein Behnitz
| Bild | Bezeichnung                     | Lage | Beschreibung | Schutzzweck | Nummer |
| ---- | ------------------------------- | --- | --- | ----------- | ------ |
| BW   | Dorflinde                       | Klein Behnitz, In der Mitte des Dorfes an der Dorfstraße 1/129 (52° 34′ 7,3″ N, 12° 42′ 29,5″ O)                                                                     | Erhaltung als Repräsentant seiner Art; Ortsbild-Prägung; besonders markanter Baum - aus Verkehrssicherungsgründen gekappt; stock- und stammfaul; diametral ausfaulende Kronenstämmlinge; Vitalität III - Alter geschätzt 200 Jahre - Stammumfang: 547 - Ratsbeschluss vom 26. Januar 1967 |             | 0088 B |
| BW   | Waldrandeiche von Klein Behnitz | Klein Behnitz, Klein Behnitzer Vorwerk, Ribbecker Weg bis zum Waldanfang, 100 m nach rechts, am Waldrand (ca. 15 m zurück) 12/040 (52° 34′ 52,6″ N, 12° 42′ 47,5″ O) | Erhaltung als Repräsentant seiner Art; besonders markanter Baum - absterbend; geringer Blattaustrieb - Alter geschätzt 250 Jahre - Stammumfang: 440 - Ratsbeschluss vom 8. August 1968 (406-66/68)                                                                                        |             | 0090 B |
| BW   | Huteeiche                       | Klein Behnitz, westlich Friedrichshof im Wald an einem Gestellweg 6/017 (52° 33′ 22,1″ N, 12° 40′ 43,4″ O)                                                           | Repräsentant seiner Art; Ortsbild-Prägung; besonders markanter Baum - Totholzanteil mittel; Stammrisse; Absterben und Abstoßen von Rinde; Vitalität III - Alter geschätzt 250 Jahre - Stammumfang: 497 - Beschluss 0014 vom 7. Februar 1990                                               |             | 0135 B |

## Markau
| Bild | Bezeichnung             | Lage | Beschreibung | Schutzzweck | Nummer |
| ---- | ----------------------- | --- | --- | ----------- | ------ |
| BW   | Volksguteiche in Markau | Markau, In einem Gehölzbestand des ehemaligen Volksgutes Markee/Ortsteil Markau 11/311 (52° 34′ 23,1″ N, 12° 52′ 21,7″ O) | Repräsentant seiner Art; besonders markanter Baum - Zunehmende Kronenastbruchgefahr; stammfaul; starker Totholzanteil - Alter geschätzt 250 Jahre - Stammumfang: 463 - seit 1962 im Kataster |             | 0080 B |

## Nauen
| Bild | Bezeichnung            | Lage | Beschreibung | Schutzzweck | Nummer |
| ---- | ---------------------- | --- | --- | ----------- | ------ |
| BW   | Landkreiseiche         | Nauen, An der Mauerstraße auf dem Gelände der Kreisverwaltung 15/339 (52° 36′ 22,1″ N, 12° 52′ 25,8″ O)  | Repräsentant seiner Art; Ortsbild-Prägung; besonders markanter Baum - trockene Zweige und Äste gering; leichte Aufbauchung am Stammfuß - Alter geschätzt 250 Jahre - Stammumfang: 407 - seit 1962 im Kataster             |             | 0081 B |
| BW   | Friedenseiche in Nauen | Nauen, Auf dem Schulhof der Schule Berliner Straße 16 31/93 (52° 36′ 17″ N, 12° 52′ 39,9″ O)             | Vergangenheitszeuge, nach dem Deutsch-Französischen Krieg 1871 gepflanzt; Ortsbild-Prägung; historischer Bezug - Krone verlichtet, spärlicher Zuwachs; Aufbauchung am Stammfuß - Stammumfang: 305 - seit 1962 im Kataster |             | 0082 B |
| BW   | Platane                | Nauen, Vor dem Eingang zum Haus der Begegnung; Ketziner Straße 1 18/545 (52° 36′ 16″ N, 12° 52′ 25,8″ O) | Repräsentant seiner Art; Ortsbild-Prägung; besonders markanter Baum; - Stammriss am Astansatz; geringe Stammfäule - Alter geschätzt 150 Jahre - Stammumfang: 384 - seit 1962 im Kataster                                  |             | 0083 B |

## Tietzow
| Bild | Bezeichnung                                   | Lage                                                                                                  | Beschreibung | Schutzzweck | Nummer  |
| ---- | --------------------------------------------- | --- | --- | ----------- | ------- |
| BW   | Krimlinden auf dem Alten Friedhof von Tietzow | Tietzow, Auf dem Alten Friedhof jeweils in den Ecken stehend. 10/060 (52° 42′ 43″ N, 12° 55′ 46,6″ O) | Ortsbild-Prägung; besonders markanter Baum - Von ehemals vier Bäumen noch drei erhalten ein Baum hat hohlen ausgebrannten kurzen Stamm in den anderen Bäumen Totholz, Stamm- und Stockfäule, Pilzbefall (Wulstiger Lackporling) - Alter geschätzt 150 Jahre - Stammumfang: 320, 498, 358 - seit 1962 im Kataster |             | 0084 BG |

## Wachow
| Bild | Bezeichnung     | Lage | Beschreibung | Schutzzweck | Nummer |
| ---- | --------------- | --- | --- | ----------- | ------ |
| BW   | Eiche in Wachow | Wachow, Auf einer Verkehrsinsel an der L 91 (Zum Seefeld/Ernst-Thälmann-Straße) 1/374 (52° 32′ 2,3″ N, 12° 45′ 30,8″ O) | Repräsentant seiner Art; Ortsbild-Prägung; besonders markanter Baum - Vitalität II - Alter geschätzt 150 Jahre - Stammumfang: 393 - Beschluss 0172 vom 21. Dezember 1983 |             | 0121 B |